# فرانک موزر (تنیس‌باز)
 فرانک موزر (انگلیسی: Frank Moser؛ زاده ۲۳ سپتامبر ۱۹۷۶) یک تنیس‌باز اهل آلمان است. 